# Гаур (село)
Гаур — село в Чернышевском районе Забайкальского края России. Административный центр и единственный населённый пункт сельского поселения «Гаурское»

## География
Село находится на правом берегу реки Куэнга, на расстоянии 6 км к югу посёлка городского типа Чернышевск, административного центра района.

## История
Основано в 1743 году как село Ново-Покровское. С 1851 года — в составе станицы Спасской пешего войска Забайкальских казаков. В 1921—1930 годах действовала коммуна «Крестьянский путь». В конце 1930-х появилась артель «Соцбуксир», в 1962 году объединившаяся с Чернышевским коллективным хозяйством им. В. В. Куйбышева. В 1978 году колхоз был преобразован в совхоз «Гаурский».

## Население
| 1863 | 2002 | 2010 | 2012 | 2013 | 2014 | 2015 |
| ---- | ---- | ---- | ---- | ---- | ---- | ---- |
| 53   | ↗841 | ↘466 | ↘464 | ↘463 | ↘462 | ↗467 |
| 2016 | 2017 | 2018 | 2019 | 2020 | 2021 |      |
| ↗470 | ↗474 | ↗478 | ↘476 | ↘470 | ↘428 |      |

## Улицы
| - ул. Железнодорожная, - ул. Заречная, - ул. Набережная, | - ул. Новая, - ул. Степная, - ул. Центральная. |

## Транспорт
В селе находится железнодорожная станция Кундуй